# Dikén
A dikén a kén egyik, a kétatomos oxigénmolekulával analóg allotrop módosulata, azonban azzal ellentétben szobahőmérsékleten ritkán fordul elő. Képlete S2. Ibolyaszínű gáz, kén 720 °C-ra történő hevítésével állítják elő. Kis (1 Hgmm) nyomású kéngőz 530 °C-on 99%-ban dikénből áll. Az Ió légkörének nagy részét kén-dioxid alkotja, de a dikén is megtalálható benne. A C, N, O, F tartalmú kétatomos molekulák gyakoriak, de a nagyobb rendszámú elemeket tartalmazók csak magas hőmérsékleten stabilak, kivéve a Cl2, Br2, I2.

## Előállítása
Dikén keletkezik, ha higany fotokémiai érzékenyítőt használata mellett karbonil-szulfid (COS) gázt UV-sugárzás ér. Keletkezik CS2, H2S2, S2Cl2 vagy C2H4S fotolízise során is. Kénvegyületek, például H2S, PSF3 vagy COS fotolízise során szingulett dikén is keletkezik. Dikén keletkezhet kéntartalmú szerves vegyületek hevítésével.

## Tulajdonságai
A dikén triplett állapotú (kétszeres gyök, két párosítatlan elektronnal), mint az O2 és a SO. A dikénben az S−S kettős kötés hossza 189 pm, rövidebb mint a S8-ben található egyszeres kötésé (206 pm). A Raman-spektrumban az S−S rezgési sáv 715 cm−1-nél található, míg az ezzel analóg O−O rezgési sáv 1122 cm−1-nél jelentkezik. A S−S kötés energiája 265 kJ/mol, az O2-é 498 kJ/mol.
A kénnek számos allotrop módosulata van, számuk akár a harmincat is elérheti. Ezek egyedi sajátságai különféle spektroszkópiás eljárásokkal különböztethetők meg. Normál körülmények között egyetlen allotrop módosulata stabil, az S8.

## Fordítás
Ez a szócikk részben vagy egészben  a   Disulfur című angol Wikipédia-szócikk ezen változatának fordításán alapul.  Az eredeti cikk szerkesztőit annak laptörténete sorolja fel. Ez a jelzés csupán a megfogalmazás eredetét és a szerzői jogokat jelzi, nem szolgál a cikkben szereplő információk forrásmegjelöléseként.